# Frank Zummo
Frank Zummo (nascido em 2 de julho de 1978) é um músico americano e baterista, mais conhecido por ser o baterista da banda Sum 41.

## Carreira
Juntou-se ao Sum 41 em 2015, após a saída de membro fundador/baterista Steve Jocz em 2013. Ele também se apresentou como o baterista para diversas outras bandas, tanto como membro em tempo integral e membro de sessão, incluindo Thenewno2, TheStart, Julien-K, Dead By Sunrise, Krewella, S.D.C e tocou bateria em alguns shows em 2009 com o Mötley Crüe.

## Discografia

### Com Street Drum Corps
- Street Drum Corps (2006)
- We Are Machines (2008)
- Big Noise (2010)
- Children Of The Drum (2012)

### Com Sum 41
- 13 Voices (Lançamento dia 7 de Outubro 2016)